# Projekt Milenijny Organizacji Narodów Zjednoczonych
Projekt Milenijny (ang. United Nations Millennium Project) stanowi część Deklaracji Milenijnej, przyjętej na Zgromadzeniu Ogólnym ONZ w 2000 roku. 
Projekt skupia się na kwestiach wojny i pokoju, zdrowia, ubóstwa oraz w szczególności zobowiązuje bogate kraje  do podjęcia działań na rzecz poprawy warunków życia na świecie, w szczególności w krajach tzw. Trzeciego Świata. 
W Projekcie Milenijnym ustalono wiele konkretnych ilościowych i określonych w czasie celów, które trzeba osiągnąć. Stąd wywodzi się osiem głównych celów – dokument Milenijne Cele Rozwoju. Zakładany termin ich realizacji to rok 2015.
Jako wsparcie do Milenijnych Celów Rozwoju sekretarz generalny ONZ Kofi Annan i kierownik UNDP Mark Malloch Brown, uruchomili program opracowania strategii do jak najefektywniejszego osiągnięcia Milenijnych Celów Rozwoju, którym  kieruje Jeffrey Sachs.
W Projekt Milenijny mogą angażować się organizacje i osoby prywatne również spoza ONZ.
We wrześniu 2015 Zgromadzenie Ogólne ONZ zatwierdziło kolejne Cele Rozwoju.